# Бадолато
Бадолато (итал. Badolato) је насеље у Италији у округу Катанцаро, региону Калабрија.
Према процени из 2011. у насељу је живело 398 становника. Насеље се налази на надморској висини од 269 м.

## Становништво
Према резултатима пописа становништва 2011. у општини је живело 3.183 становника.
| 1931. | 1936. | 1951. | 1961. | 1971. | 1981. | 1991. | 2001. | 2011. |
| ----- | ----- | ----- | ----- | ----- | ----- | ----- | ----- | ----- |
| 4.400 | 4.456 | 4.842 | 4.421 | 3.781 | 4.006 | 3.552 | 3.436 | 3.183 |

## Партнерски градови
- Вецикон